# Teatro Macció
El Teatro Bartolomé Macció es una tradicional sala teatral de la ciudad uruguaya de San José de Mayo. Es el edificio arquitectónicamente más importante de la capital. En 1984, el Ministerio de Educación y Cultura lo declara como Monumento Histórico Nacional.
Ubicado en la esquina de las calles 18 de Julio y  25 de Mayo. Posee una capacidad para 700 espectadores distribuidos en un formato de herradura del típico teatro de ópera a la italiana. Destacan su araña de cristal de Murano y el telón de felpa italiana originales.
En la sala Eduardo Carvajal se exhiben obras plásticas de artistas nacionales y en la sala Rafael Sienra se efectúan congresos, conferencias y diversas presentaciones.

## Historia

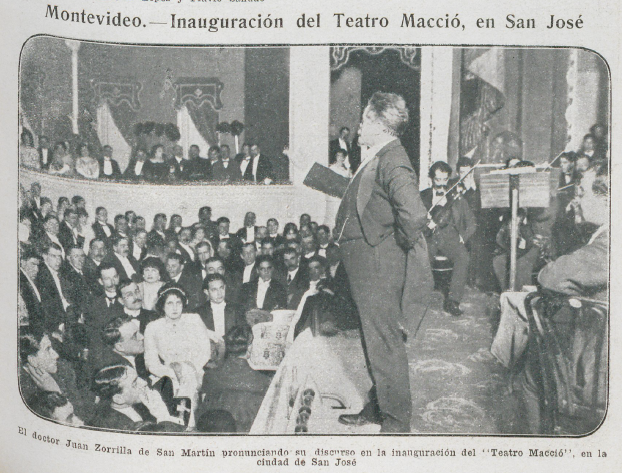
Juan Zorilla de San Martín dando el discurso de inauguración del Teatro Macció.

Tras el fallecimiento en el año 1900 del hacendado italiano Bartolomé Macció, nacido en Cairo Montenotte, su viuda e hijos deciden homenajearlo con la construcción de este teatro. De los tres proyectos presentados, se elige el del Arquitecto Leopoldo Tossi.
El proyecto completo comprendía, además del teatro, un edificio para Administración de Rentas, Correos, Telégrafos y Teléfonos y en la planta alta un Instituto Musical y Gimnasio con Sala de Armas.
La obra total debía extenderse frente a la Plaza, desde 25 de Mayo hasta Treinta y Tres.
Del proyecto original se construyó sólo el teatro, que tuvo un costo de $ 75.800, el resto, quizá por razones económicas debió suspenderse. 
Fue inaugurado el 5 de junio de 1912 con una disertación del poeta Juan Zorrilla de San Martín y un concierto dirigido por Luis Sambucetti.
Una crónica de "El Imparcial" decía: "A las 9,30, el aspecto de la Sala era, sencillamente, soberbio. Deslumbran: Palcos, platea, cazuela (...) la belleza de la mujer maragata (...) radiante de luz (...) policromía de trajes (...) ambiente de distinción".
No faltaron términos elogiosos como este: "en este verdadero templo del arte, en donde se conjugan lo bello con lo necesario, lo confortable con lo elegante, confirmado cuando observamos los finos detalles, no olvidemos que de Italia fueron importados el telón en el cual se da la tradición teatral de todo el conjunto, al igual que la araña de cristal de Murano, deslumbrante con sus 96 luces, todos los ambientes contienen ese hálito de buen gusto y riqueza, propios de una época que encuentra en el arte sus mayores goces".
Para 1956 el cine estaba en su mayor esplendor y la poca actividad del teatro obligó a cerrarlo ya que se encontraba en muy malas condiciones.
En 1959 los descendientes de la familia Macció vendieron el edificio al entonces Banco San José, y este lo dona a la Intendencia Municipal de San José. El deterioro del edificio determinó el cierre entre 1965 y 1973, período en que se emprendió su rehabilitación y restauración. Bajo la gobernación departamental de Chalela en 1971 y después con la de Pianzzola y una comisión de vecinos se comienza a restaurar el edificio de gran belleza arquitectónica, bajo la dirección del Arq. Oscar Ramos; reinaugurándose el 24 de agosto de 1973. Desde esa fecha ha mantenido su actividad con obras tanto locales, nacionales e internacionales, que lo posicionan como uno de los más activos del país.

## Rehabilitación del teatro en año 2009
En 2009 el intendente Juan Chiruchi contrató por méritos al estudio de arquitectura Collet-Neri, quienes realizaron una puesta en valor de las instalaciones del teatro. El proyecto incluyó la modernización de todas las instalaciones que conforman un teatro del siglo XXI, inmersa en la cáscara original propia de principios de siglo XIX. Luego de contar con el proyecto ejecutivo, la Intendencia municipal de San José,  llamó a licitación para ponerlo a punto, a un costo de 3 millones de dólares. Las obras fueron realizadas bajo la dirección del Arq. Diego Neri, en representación del estudio Collet-Neri, y el tiempo de ejecución fue record en 8 meses. Fue reinaugurado el 13 de febrero de 2010 con presencia de autoridades nacionales y departamentales, así como destacadas figuras de la cultura nacional.
La complejidad de la intervención realizada por los arquitectos, estriba en el cuidadoso mantenimiento de la arquitectura original contrastada con la instalación de los múltiples servicios e instalaciones no previstas originalmente y ahora necesarias.
Así es que, quien presencia la arquitectura, observa una cuidadosa restauración de los componentes, observando en cada detalle la arquitectura original. Entre ello, se destacan las sillas Thonet vienesas originales, el telón de felpa italiana, y la imponente araña en cristal de Murano. Por detrás de la percepción clásica, se han disimulado ductos que vinculan los equipos de climatización colocados en la azotea, con un pleno hueco debajo del piso nuevo de lapacho de la platea de manera de distribuir con el silencio necesario el aire para el confort del espectador, así como también, se han practicado bandejas en la caja escénica que permiten la ubicación de salas de ensayo, camerinos adicionales y servicios al artista. También se ha restaurado el escenario, con su completa remoción, para la construcción de uno nuevo que esconde debajo camerinos, servicios, y salas de control de acceso para escenografías. Eléctrica, datos, sanitaria, iluminación y audio han sido totalmente renovados.

## Artistas
Innumerables personalidades nacionales e internacionales han pasado por su escenario en los cien años de vida de este teatro. 
Fue el último lugar en que actuó Carlos Gardel en suelo uruguayo, antes de su trágico final. También contó con la presencia de otras grandes figuras de la cultura, como el poeta nicaragüense Rubén Darío, el tenor José Oxilia, Margarita Xirgú, Carlos Brussa, Víctor Damián, Francisco Canaro, Enrique Santos Discépolo, Tita Merello, Atahualpa Yupanqui, Luis Sandrini y Malvina Pastorino, Ariel Ramírez con la Misa Criolla, Norma Aleandro, Graciela Borges, Rodolfo Bebán, Luis Batlle Ibañes, China Zorrilla, Antonio Gasalla, Pepe Guerra, Larbanois - Carrero, Estela Medina, Gastón Ciarlo presentaciones de Teatro El Galpón, la Comedia Nacional, Ballet y Orquesta Sinfónica del SODRE, Hernán Piquín, Julieta Venegas y tantos otros que en estos años han estado presentes en el Teatro Macció, para cada vez que se levanta el telón, se renueve la magia del espectáculo. 
Desde el año 2018 en esta sala teatral se llevan a cabo las charlas TEDxSanJosédeMayo, evento anual que es plataforma para que oradores locales cuenten sus ideas, en un máximo de 18 minutos. 

## Gala conmemorativa de los cien años
Más de ciento cincuenta personas trabajaron durante meses para concretar la propuesta artística de la denominada Gala del Centenario del teatro Macció en 2012. Un multifacético equipo de trabajo, integrado por funcionarios municipales, creativos, técnicos, actores, músicos, bailarines, coreógrafos, vestuaristas, maquilladores y sonidistas, prepararon un espectáculo pensado especialmente para la ocasión, que puso a más de 70 artistas en escena.
La realización de seis videos documentales en los que se aborda el proceso histórico del teatro Macció, fue una de las caras del espectáculo.
Contó con la participación de algunos elencos oficiales, como el Coro Municipal, el Ballet Folclórico Departamental de San José y el Grupo de Tango de Casa de la Cultura, además de músicos invitados.